# Отниэль
Отниэль (ивр. עָתְנִיאֵל‎) — еврейское поселение, штаб-квартира регионального совета Хар-Хеврон. Расположено в южной части Иудейских гор, к югу от Хеврона, на гребне одноимённой горы (или нагорья). В 2015 году в поселении проживало 909 человек, в основном приверженцев ортодоксального иудаизма.

## История
Основано в 1983 году.

### Название
Поселение Отниэль названо в честь библейского персонажа Гофониила, который согласно книге Иисуса Навина завоевал это место вместе со своил братом Халевом.

## Население
По данным Центрального статистического бюро Израиля, население на начало 2020 года составляло 1 044 человека.

## Инфраструктура
В поселении имеются бассейн, две миквы (мужская и женская), синагога, библиотека, небольшой магазин, два детских сада, школы, лазарет и отделение Яд Сара. Местная иешива является гордостью жителей Отниэля.

## Арабо-израильский конфликт
В 2002 году арабские террористы совершили теракт в иешиве поселения. 4 человека погибли, многие поселенцы и солдаты получили ранения.
В 2011 предупреждённые о возможном нападении террористов солдаты ЦАХАЛ по ошибке открыли огонь по машине поселенцев, убив мужчину и ранив двух женщин.
В 2016 году произошло два нападения на поселенцев. В одном из них палестинец зарезал женщину на глазах у её детей, в другом в результате стрельбы, устроенной террористом, был убит один и пострадали несколько человек.

## Известные жители
- Иегуда Глик
- en:Yakov Nagen